# Adelotettix ombrophilus
Adelotettix ombrophilus är en insektsart som först beskrevs av Marius Descamps och Christiane Amédégnato 1972.  Adelotettix ombrophilus ingår i släktet Adelotettix, och familjen gräshoppor. Inga underarter finns listade.